# Jahnulales
Die Jahnulales sind eine Ordnung der Pleosporomycetidae innerhalb der Abteilung der Schlauchpilze. Der Name der Ordnung rührt von der Gattung Jahnula her, die wiederum den deutschen Botaniker Eduard Adolf Wilhelm Jahn (1871–1942) ehrt.

## Merkmale
Die Jahnulales besitzen kugelige Fruchtkörper, die sitzend oder mit einem Stiel ausgebildet sind. Sie sind eingebettet oder oberflächlich. Sie können eine kleine Pore, die Ostiole (ostiolat) besitzen, können papillös, ledrig bis kohlenartig sein und sind durchscheinend bis blassbraun. Das Peridium ist dick und besteht aus wenigen Schichten mit relativ großen Zellen. Das Hamathecium (das Gewebe zwischen den Schläuchen) besteht aus Pseudoparaphysen, ist hyphenartig, filamentös, septiert, verzweigt und ausdauernd und teilt sich in weite Kammern. Die bitunicaten Schläuche sind eiförmig, sackförmig, keulig oder zylindrisch. Sie sind dickwandig, ausdauernd oder zerfließend und besitzen einen Apikalapparat. Die Sporen sind zweizellig, ellipsoid bis spindelförmig, die apikale Zelle ist leicht größer. Sie sind durchscheinend bis braun und leicht verengt am Septum. Sie können eine schleimige Hülle besitzen.

## Lebensweise und Verbreitung
Vertreter der Jahnulales gedeihen meist in Süßwasser auf Holz, manche auch auf Palmwedel. Sie kommen weltweit, aber besonders in tropischen Gebieten vor. Vertreter der Familie Manglicolaceae mit der einzigen Gattung Manglicola sind hingegen marin. Sie sind saprob und spielen vermutlich eine Rolle im Abbau von organischem Material in Süßwasser- und Meereshabitaten.

## Systematik und Taxonomie
Die Ordnung der Jahnulales mit der vorerst einzigen Familie Aliquandostipitaceae wurde 2002 von Ka-Lai Pang, Mohamed A. Abdel-Wahab, Hassan M. El-Sharouney, E. B. Gareth Jones und Somsak Sivichai erstbeschrieben, um die Familie der Aliquandostipitaceae mit ihren recht einzigartigen Merkmalen wie die langen Stängel innerhalb der Dothideomycetes zu platzieren. Die Familie der Manglicolaceae mit der einzigen Gattung Manglicola wurde dann 2011 beschrieben und zur selben Ordnung gestellt.
Zurzeit besteht die Ordnung daher aus zwei Familien mit einer bzw. sechs Gattungen:
- Aliquandostipitaceae
  - Aliquandostipite
  - Brachiosphaera
  - Jahnula
  - Megalohypha
  - Patescospora
  - Xylomyces

- Manglicolaceae
  - Manglicola